# Bonne comme du pain
Pour plus de détails, voir Fiche technique et Distribution.
Bonne comme du pain (Buona come il pane) est une comédie érotique italienne réalisée par Riccardo Sesani et sortie en 1982.

## Synopsis
Lisette est une prostituée qui rencontre les désirs d'un groupe privilégié d'obsédés sexuels, chacun se livrant à la mise en scène de ses propres fantasmes sexuels, comme le contrôleur de train qui cherche le billet entre les cuisses de Lisette déguisée en nonne, ou le militaire qui doit trouver Lisette déguisée en soldate dans des décors spéciaux installés dans l'appartement qu'elle partage avec un ami.
Filippo Maria est un jeune astronome timide, maladroit et inexpérimenté. Sa maladresse l'amène souvent à faire des bêtises, dont certaines le conduisent au commissariat, où le fait d'être le cousin d'un député lui permet d'être traité avec une certaine bienveillance. Filippo et Lisette se rencontrent et sortent ensemble, jusqu'à ce qu'ils se marient.

## Fiche technique
- Titre original : Buona come il pane[1]
- Titre français : Bonne comme du pain[2]
- Réalisation : Riccardo Sesani
- Scénario : Roberto Leoni, Franco Bucceri
- Photographie : Pasquale Fanetti
- Montage : Enzo Meniconi (it)
- Musique : Stelvio Cipriani
- Décors : Francesco Cuppini
- Costumes : Gabriella Colaiori
- Société de production : Leader Film
- Pays d'origine :  Italie
- Langue originale : italien
- Format : couleur
- Genre : comédie érotique italienne
- Durée : 90 minutes
- Dates de sortie : 
  - Italie : 6 février 1982
  - France : 24 juin 1983[2]

## Distribution
- Carmen Russo : Lisette
- Saverio Marconi (it) : Filippo Maria
- Ada Pometti (it) : Nadia "Nadine", la colocataire de Lisette
- Geoffrey Copleston (it) : "bersagliere", le client de Lisette
- Renato Cecchetto : "serveur Gaston", client de Lisette
- Umberto Raho : "professeur d'anglais", client de Lisette
- Gianfranco Barra : commissaire de police
- Maria Tedeschi (it) : dame âgée au poste de police